# Palatalização
A palatalização é uma modificação que sofrem as consoantes e vogais nas diversas línguas, que se tornam palatais por diferente uso da articulação bucal.
Ocorre quando, ao falar, a língua encosta no Palato (céu da boca).